# Aseptis genitrix
Aseptis genitrix là một loài bướm đêm trong họ Noctuidae.